# Joseph Tzayach
Joseph ben Solomon Ṭaiṭazaḳ (in ebraico יוסף בן שלמה טאיטאצק‎?, anche Joseph Tzayach e citato con l'acronimo MahaRITaTS (Spagna, 1470 circa – Salonicco, 1540 circa), autorità talmudica e noto cabalista, visse a Salonicco in Grecia tra il XV e il XVI secolo. Con suo padre e suo fratello lasciò la Spagna nativa per trasferirsi in Grecia, dopo l'espulsione degli ebrei dalla penisola iberica, e divenne rabbino di Salonicco..

## Biografia
Rabbi Tzayach è stato considerato come uno dei più misteriosi cabalisti del XVI secolo e una delle principali figure rabbiniche nei circoli di Gerusalemme e Damasco. Discute spesso di quadrati magici che alludono ai concetti più elevati e occulti, e il loro uso mediante amuleti. Molti riferimenti si possono trovare negli scritti di cabalisti contemporanee e di primo piano, come nel manoscritto del rabbino Joseph Tirshom (ca. 1550 e.v.) "Shoshan Yesod Olam" (La Rosa, Fondamento dell'universo), l'opera "Toledot Adamo" (Generazione di Adamo) di Rabbi Baal Shem Tov (1537-1653) e "Sh'nei Luchot HaB'rit" (Due tavole dell'Alleanza) di Rabbi Isaiah Horowitz (1560-1630) discute il quadrato magico in relazione ai misteri della creazione. Joseph fu un fervente seguace della Cabala, in cui è stato ben preparato, e condusse una vita ascetica. Eliyahu de Vidas, nel suo Reshit Ḥokmah (Sha'ar ha-Ḳedushshah, cap. VII.) riferisce che, con l'eccezione delle notti di Shabbat, Joseph per 40 anni non dormì mai in un letto, ma su una scatola, con i piedi per terra. Con una tale disposizione all'ascetismo e al misticismo, fu naturale che Joseph venisse affascinato dalle stranezze messianiche di Salomone Molko, mistico e falso messia ebreo, che comunque sostenne mentre quest'ultimo predicava a Salonicco nel 1529. Rabbi Aryeh Kaplan scrive che "il rabbino Joseph Tzayach fu apparentemente influenzato dalla scuola di Cabala di Abulafia e molte idee che egli discute sembrano essere prese verbatim da scritti di Abulafia."
Tzayach fu inoltre considerato uno dei grandi talmudisti del suo tempo, e persino Joseph Caro invocò la sua autorità (Abḳat Rokel, §56). Tra i discepoli di Joseph si annoverano Isaac Adarbi, Samuel di Medina e Shlomo Halevi Alkabetz.

## Opere
- Ben Porot, commentario di Qoelet (Venezia, 1599)
- Leḥem Setarim, sul Libro di Daniele e i Cinque Migillott (ib. 1608), e sui Salmi, Giobbe e Proverbi (Neubauer, Cat. Bodl. Hebr. MSS. nn. 206, 2; 329; 969; 2270, 8; 3521)
- Un commentario su Pirkei Avot
- Responsa, alcuni dei quali sono stati inclusi negli scritti dei suoi contemporanei e discepoli
- Note su materie casuistiche
- Commentari su passi haggadici
- Un trattato sull'astrolabio (Neubauer, l.c., nn. 834, 7, 10; 2080, 3; 2254, 8).
- Secondo il discepolo Isaac Adarbi (Dibre Ribot, p. 64), Joseph fu anche l'autore di novellæ su Isaac Alfasi.

Le sue opere cabalistiche includono:
- Even Hashoham - La pietra di onice
- Tzeror Hachaim- Il legame della vita
- Tzafanat Paneach
- Sherit Yosef- Rimanenze di Yosef